# Hamburger Sport-Verein 2021-2022
Questa voce raccoglie le informazioni riguardanti l'Hamburger Sport-Verein nelle competizioni ufficiali della stagione 2021-2022.

## Stagione
Nella stagione 2021-2022 l'Amburgo, allenato da Tim Walter, concluse il campionato di 2. Bundesliga al 3º posto e perse i play-off con l'Hertha Berlino. In Coppa di Germania l'Amburgo fu eliminato in semifinale dal Friburgo.

## Rosa
| N. |                        | Ruolo | Calciatore             |
| -- | ---------------------- | ----- | ---------------------- |
| 1  | Portogallo (bandiera)  | P     | Daniel Heuer Fernandes |
| 2  | Germania (bandiera)    | D     | Jan Gyamerah           |
| 3  | Germania (bandiera)    | D     | Moritz Heyer           |
| 4  | Germania (bandiera)    | D     | Sebastian Schonlau     |
| 6  | Germania (bandiera)    | C     | David Kinsombi         |
| 7  | Georgia (bandiera)     | C     | Giorgi Chakvetadze     |
| 9  | Germania (bandiera)    | A     | Robert Glatzel         |
| 10 | Germania (bandiera)    | C     | Sonny Kittel           |
| 11 | Danimarca (bandiera)   | A     | Mikkel Kaufmann        |
| 12 | Germania (bandiera)    | P     | Tom Mickel             |
| 14 | Paesi Bassi (bandiera) | C     | Ludovit Reis           |
| 16 | Svezia (bandiera)      | P     | Marko Johansson        |
| 18 | Gambia (bandiera)      | A     | Bakery Jatta           |
| 19 | Germania (bandiera)    | A     | Manuel Wintzheimer     |
| 21 | Germania (bandiera)    | D     | Tim Leibold            |

| N. |                      | Ruolo | Calciatore        |
| -- | -------------------- | ----- | ----------------- |
| 23 | Germania (bandiera)  | C     | Jonas Meffert     |
| 27 | Germania (bandiera)  | D     | Josha Vagnoman    |
| 28 | Svizzera (bandiera)  | D     | Miro Muheim       |
| 34 | Germania (bandiera)  | D     | Jonas David       |
| 35 | Germania (bandiera)  | D     | Stephan Ambrosius |
| 36 | Finlandia (bandiera) | C     | Anssi Suhonen     |
| 40 | Germania (bandiera)  | P     | Leo Oppermann     |
| 41 | Germania (bandiera)  | C     | Maximilian Rohr   |
| 43 | Germania (bandiera)  | D     | Bent Andresen     |
| 44 | Croazia (bandiera)   | D     | Mario Vušković    |
| 45 | Germania (bandiera)  | C     | Felix Paschke     |
| 46 | Germania (bandiera)  | C     | Elijah Krahn      |
| 48 | Germania (bandiera)  | A     | Faride Alidou     |
| 49 | Germania (bandiera)  | P     | Finn Böhmker      |

## Organigramma societario
Area tecnica
- Allenatore: Tim Walter
- Allenatore in seconda: Julian Hübner, Merlin Polzin, Filip Tapalović
- Preparatore dei portieri: Sven Höh
- Preparatori atletici: Daniel Müssig, Sebastian Capel

## Calciomercato

### Sessione estiva
| Acquisti | Acquisti           | Acquisti        | Acquisti |
| R.       | Nome               | da              | Modalità |
| -------- | ------------------ | --------------- | -------- |
| C        | Tommy Doyle        | Manchester City |          |
| D        | Mario Vušković     | Hajduk Spalato  |          |
| P        | Marko Johansson    | Malmö FF        |          |
| A        | Mikkel Kaufmann    | Copenaghen      |          |
| D        | David Bates        | Cercle Bruges   |          |
| A        | Robert Glatzel     | Magonza         |          |
| C        | Jonas Meffert      | Holstein Kiel   |          |
| D        | Miro Muheim        | San Gallo       |          |
| A        | Aaron Opoku        | Jahn Ratisbona  |          |
| C        | Ludovit Reis       | Osnabrück       |          |
| C        | Maximilian Rohr    | Amburgo II      |          |
| D        | Sebastian Schonlau | Paderborn       |          |
| C        | Anssi Suhonen      | Amburgo II      |          |

| Cessioni | Cessioni           | Cessioni           | Cessioni |
| R.       | Nome               | a                  | Modalità |
| -------- | ------------------ | ------------------ | -------- |
| D        | David Bates        | Aberdeen           |          |
| A        | Aaron Opoku        | Osnabrück          |          |
| C        | Jeremy Dudziak     | Greuther Fürth     |          |
| C        | Klaus Gjasula      | Darmstadt          |          |
| C        | Amadou Onana       | Lilla              |          |
| C        | Ogechika Heil      | Go Ahead Eagles    |          |
| D        | Gideon Jung        | Greuther Fürth     |          |
| A        | Robin Meißner      | Amburgo II         |          |
| A        | Khaled Narey       | Fortuna Düsseldorf |          |
| A        | Simon Terodde      | Schalke 04         |          |
| P        | Sven Ulreich       | Bayern Monaco      |          |
| D        | Rick van Drongelen | Union Berlino      |          |

### Sessione invernale
| Acquisti | Acquisti           | Acquisti | Acquisti |
| R.       | Nome               | da       | Modalità |
| -------- | ------------------ | -------- | -------- |
| C        | Giorgi Chakvetadze | Gent     |          |

| Cessioni | Cessioni    | Cessioni     | Cessioni |
| R.       | Nome        | a            | Modalità |
| -------- | ----------- | ------------ | -------- |
| C        | Tommy Doyle | Cardiff City |          |

## Risultati

### 2. Bundesliga

#### Girone di andata
| Arbitro: | Gerach |

|            |           |                                 |
| Terodde 7’ | Marcatori | 53’ Glatzel 86’ Heyer 90’ Jatta |

| Arbitro: | Petersen |

|         |           |              |
| Reis 5’ | Marcatori | 68’ Knipping |

| Arbitro: | Osmers |

|                              |           |                        |
| Becker 27’ Makienok 56’, 58’ | Marcatori | 43’ Kittel 77’ Glatzel |

| Arbitro: | Jablonski |

|                        |           |                       |
| Schonlau 30’ Heyer 45’ | Marcatori | 14’ (rig.), 45’ Tietz |

| Heidenheim an der Brenz 28 agosto 2021, ore 13:30 CEST 5ª giornata | Heidenheim | 0 – 0 referto | Amburgo | Voith-Arena (7 500 spett.)\| Arbitro: \| Sather \| |
| Arbitro:                                                           | Sather     |               |         |                                                    |

| Arbitro: | Dankert |

|                               |           |              |
| Kinsombi 74’ (rig.) Heyer 90’ | Marcatori | 87’ Bachmann |

| Arbitro: | Stegemann |

|  |           |                      |
|  | Marcatori | 2’ Glatzel 45’ Heyer |

| Arbitro: | Zwayer |

|                  |           |                                     |
| Glatzel 34’, 80’ | Marcatori | 22’ (rig.) Valentini 46’ Tempelmann |

| Arbitro: | Koslowski |

|            |           |                    |
| Jonjic 23’ | Marcatori | 90’ (aut.) Carlson |

| Arbitro: | Dingert |

|             |           |             |
| Glatzel 19’ | Marcatori | 71’ Boženík |

| Arbitro: | Schlager |

|            |           |                    |
| Platte 38’ | Marcatori | 5’ Heyer 90’ Doyle |

| Arbitro: | Fritz |

|                   |           |             |
| Kittel 12’ (rig.) | Marcatori | 46’ Pichler |

| Arbitro: | Petersen |

|             |           |            |
| Hofmann 18’ | Marcatori | 14’ Kittel |

| Arbitro: | Hartmann |

|                                                   |           |           |
| Reis 31’ Alidou 45’ Kittel 65’ (rig.) Suhonen 87’ | Marcatori | 33’ Beste |

| Arbitro: | Gerach |

|                                      |           |  |
| Alidou 13’ Jatta 39’ Wintzheimer 89’ | Marcatori |  |

| Arbitro: | Stegemann |

|           |           |  |
| Maina 13’ | Marcatori |  |

| Arbitro: | Bacher |

|                          |           |  |
| Glatzel 8’, 80’ Reis 18’ | Marcatori |  |

#### Girone di ritorno
| Arbitro: | Aytekin |

|            |           |             |
| Glatzel 2’ | Marcatori | 87’ Itakura |

| Arbitro: | Winter |

|              |           |             |
| Daferner 61’ | Marcatori | 37’ Glatzel |

| Arbitro: | Stegemann |

|                        |           |                 |
| Schonlau 58’ Jatta 70’ | Marcatori | 30’ Burgstaller |

| Arbitro: | Jöllenbeck |

|  |           |                                                  |
|  | Marcatori | 5’ (rig.), 10’, 13’, 88’ Glatzel 76’ Wintzheimer |

| Arbitro: | Dingert |

|                        |           |  |
| Kittel 63’, 78’ (rig.) | Marcatori |  |

| Arbitro: | Günsch |

|              |           |            |
| Testroet 15’ | Marcatori | 59’ Kittel |

| Arbitro: | Siebert |

|                         |           |                                             |
| Meffert 46’ Glatzel 80’ | Marcatori | 10’ (rig.), 76’ Ducksch 51’ (rig.) Füllkrug |

| Arbitro: | Jöllenbeck |

|                          |           |          |
| Köpke 15’ Handwerker 88’ | Marcatori | 25’ Reis |

| Arbitro: | Aarnink |

|                                           |           |  |
| Glatzel 14’ Kittel 45’ Heyer 75’ Reis 83’ | Marcatori |  |

| Arbitro: | Fritz |

|            |           |             |
| Bodzek 85’ | Marcatori | 90’ Glatzel |

| Arbitro: | Thomsen |

|                 |           |                |
| Chakvetadze 90’ | Marcatori | 1’, 61’ Srbeny |

| Arbitro: | Schlager |

|            |           |  |
| Wriedt 13’ | Marcatori |  |

| Arbitro: | Alt |

|                                       |           |  |
| Glatzel 23’ Vušković 32’ Vagnoman 68’ | Marcatori |  |

| Arbitro: | Gerach |

|                                 |           |                                                         |
| Boukhalfa 46’ Albers 89’ (rig.) | Marcatori | 23’ Muheim 66’ Suhonen 90’ Vagnoman 90’ (rig.) Kinsombi |

| Arbitro: | Kampka |

|  |           |                                                  |
|  | Marcatori | 27’ Kittel 29’ Schonlau 57’ Glatzel 81’ Kaufmann |

| Arbitro: | Aarnink |

|                  |           |          |
| Glatzel 13’, 20’ | Marcatori | 22’ Kerk |

| Arbitro: | Brych |

|                        |           |                                       |
| Neidhart 13’ Fröde 90’ | Marcatori | 50’ Glatzel 75’ Schonlau 85’ Kaufmann |

#### Spareggio promozione-retrocessione
| Arbitro: | Osmers |

|  |           |          |
|  | Marcatori | 57’ Reis |

| Arbitro: | Aytekin |

|  |           |                            |
|  | Marcatori | 4’ Boyata 63’ Plattenhardt |

### Coppa di Germania
| Arbitro: | Welz |

|            |           |                          |
| Ihorst 44’ | Marcatori | 29’ Gyamerah 68’ Glatzel |

| Arbitro: | Dankert |

|                                |                      |                                |
| Duman 59’                      | Marcatori            | 45’ David                      |
| Geis Duman Tempelmann Sørensen | Tiri di rigore 2 – 4 | Kinsombi Kittel Schonlau David |

| Arbitro: | Schlager |

|                                   |                      |                                            |
| Modeste 120’ (rig.)               | Marcatori            | 92’ Glatzel                                |
| Özcan Modeste Ljubicic Duda Kainz | Tiri di rigore 3 – 4 | Kinsombi Kittel Vušković Gyamerah Schonlau |

| Arbitro: | Zwayer |

|                                    |                      |                                                |
| Glatzel 52’, 90’                   | Marcatori            | 40’ Heise 50’ Hofmann                          |
| Schonlau Vagnoman Vušković Glatzel | Tiri di rigore 3 – 2 | Gondorf Heise Wanitzek van Rhijn O'Shaughnessy |

| Arbitro: | Aytekin |

|             |           |                                          |
| Glatzel 88’ | Marcatori | 11’ Petersen 17’ Höfler 35’ (rig.) Grifo |

## Statistiche

### Statistiche di squadra
| Competizione                       | Punti | In casa | In casa | In casa | In casa | In casa | In casa | In trasferta | In trasferta | In trasferta | In trasferta | In trasferta | In trasferta | Totale | Totale | Totale | Totale | Totale | Totale | DR  |
| Competizione                       | Punti | G       | V       | N       | P       | Gf      | Gs      | G            | V            | N            | P            | Gf           | Gs           | G      | V      | N      | P      | Gf     | Gs     | DR  |
| ---------------------------------- | ----- | ------- | ------- | ------- | ------- | ------- | ------- | ------------ | ------------ | ------------ | ------------ | ------------ | ------------ | ------ | ------ | ------ | ------ | ------ | ------ | --- |
| 2. Bundesliga                      | 60    | 17      | 9       | 6       | 2       | 36      | 17      | 17           | 7            | 6            | 4            | 31           | 18           | 34     | 16     | 12     | 6      | 67     | 35     | +32 |
| Spareggio promozione-retrocessione | -     | 1       | 0       | 0       | 1       | 0       | 2       | 1            | 1            | 0            | 0            | 1            | 0            | 2      | 1      | 0      | 1      | 1      | 2      | -1  |
| Coppa di Germania                  | -     | 2       | 0       | 1       | 1       | 3       | 5       | 3            | 1            | 2            | 0            | 4            | 3            | 5      | 1      | 3      | 1      | 7      | 8      | -1  |
| Totale                             | 60    | 20      | 9       | 7       | 4       | 39      | 24      | 21           | 9            | 8            | 4            | 36           | 21           | 41     | 18     | 15     | 8      | 75     | 45     | +30 |

### Andamento in campionato
| Giornata  | 1 | 2 | 3 | 4 | 5  | 6 | 7 | 8 | 9 | 10 | 11 | 12 | 13 | 14 | 15 | 16 | 17 | 18 | 19 | 20 | 21 | 22 | 23 | 24 | 25 | 26 | 27 | 28 | 29 | 30 | 31 | 32 | 33 | 34 |
| --------- | - | - | - | - | -- | - | - | - | - | -- | -- | -- | -- | -- | -- | -- | -- | -- | -- | -- | -- | -- | -- | -- | -- | -- | -- | -- | -- | -- | -- | -- | -- | -- |
| Luogo     | T | C | T | C | T  | C | T | C | T | C  | T  | C  | T  | C  | C  | T  | C  | C  | T  | C  | T  | C  | T  | C  | T  | C  | T  | C  | T  | C  | T  | T  | C  | T  |
| Risultato | V | N | P | N | N  | V | V | N | N | N  | V  | N  | N  | V  | V  | P  | V  | N  | N  | V  | V  | V  | N  | P  | P  | V  | N  | P  | P  | V  | V  | V  | V  | V  |
| Posizione | 3 | 5 | 8 | 7 | 10 | 9 | 6 | 7 | 7 | 8  | 6  | 7  | 7  | 6  | 5  | 7  | 3  | 3  | 5  | 5  | 4  | 3  | 2  | 4  | 5  | 5  | 6  | 6  | 6  | 6  | 5  | 4  | 3  | 3  |

Legenda:

Luogo: C = Casa; T = Trasferta. Risultato: V = Vittoria; N = Pareggio; P = Sconfitta.

### Statistiche dei giocatori
| Giocatore      | 2. Bundesliga | 2. Bundesliga | 2. Bundesliga | 2. Bundesliga | Spareggio | Spareggio | Spareggio   | Spareggio  | Coppa di Germania | Coppa di Germania | Coppa di Germania | Coppa di Germania | Totale   | Totale | Totale      | Totale     |
| Giocatore      | Presenze      | Reti          | Ammonizioni   | Espulsioni    | Presenze  | Reti      | Ammonizioni | Espulsioni | Presenze          | Reti              | Ammonizioni       | Espulsioni        | Presenze | Reti   | Ammonizioni | Espulsioni |
| -------------- | ------------- | ------------- | ------------- | ------------- | --------- | --------- | ----------- | ---------- | ----------------- | ----------------- | ----------------- | ----------------- | -------- | ------ | ----------- | ---------- |
| F. Alidou      | 23            | 2             | 3             | 0             | 0         | 0         | 0           | 0          | 4                 | 0                 | 1                 | 0                 | 27       | 2      | 4           | 0          |
| S. Ambrosius   | 0             | 0             | 0             | 0             | 0         | 0         | 0           | 0          | 0                 | 0                 | 0                 | 0                 | 0        | 0      | 0           | 0          |
| B. Andresen    | 0             | 0             | 0             | 0             | 0         | 0         | 0           | 0          | 0                 | 0                 | 0                 | 0                 | 0        | 0      | 0           | 0          |
| F. Böhmker     | 0             | 0             | 0             | 0             | 0         | 0         | 0           | 0          | 0                 | 0                 | 0                 | 0                 | 0        | 0      | 0           | 0          |
| G. Chakvetadze | 10            | 1             | 0             | 0             | 0         | 0         | 0           | 0          | 2                 | 0                 | 0                 | 0                 | 12       | 1      | 0           | 0          |
| J. David       | 21            | 0             | 2             | 0             | 0         | 0         | 0           | 0          | 2                 | 1                 | 0                 | 0                 | 23       | 1      | 2           | 0          |
| T. Doyle       | 6             | 1             | 1             | 0             | 0         | 0         | 0           | 0          | 1                 | 0                 | 0                 | 0                 | 7        | 1      | 1           | 0          |
| J. Dudziak     | 0             | 0             | 0             | 0             | 0         | 0         | 0           | 0          | 0                 | 0                 | 0                 | 0                 | 0        | 0      | 0           | 0          |
| D. Fernandes   | 27            | 0             | 0             | 0             | 2         | 0         | 0           | 0          | 5                 | 0                 | 0                 | 0                 | 34       | 0      | 0           | 0          |
| K. Gjasula     | 0             | 0             | 0             | 0             | 0         | 0         | 0           | 0          | 0                 | 0                 | 0                 | 0                 | 0        | 0      | 0           | 0          |
| R. Glatzel     | 34            | 22            | 2             | 0             | 2         | 0         | 0           | 0          | 5                 | 5                 | 1                 | 0                 | 41       | 27     | 3           | 0          |
| J. Gyamerah    | 16            | 0             | 1             | 0             | 2         | 0         | 0           | 0          | 3                 | 1                 | 1                 | 0                 | 21       | 1      | 2           | 0          |
| M. Heyer       | 32            | 6             | 6             | 0             | 2         | 0         | 0           | 0          | 5                 | 0                 | 0                 | 0                 | 39       | 6      | 6           | 0          |
| B. Jatta       | 34            | 3             | 4             | 0             | 2         | 0         | 0           | 0          | 5                 | 0                 | 1                 | 0                 | 41       | 3      | 5           | 0          |
| M. Johansson   | 7             | 0             | 0             | 0             | 0         | 0         | 0           | 0          | 0                 | 0                 | 0                 | 0                 | 7        | 0      | 0           | 0          |
| M. Kaufmann    | 26            | 2             | 4             | 0             | 2         | 0         | 0           | 0          | 4                 | 0                 | 1                 | 0                 | 32       | 2      | 5           | 0          |
| D. Kinsombi    | 25            | 2             | 1             | 0             | 0         | 0         | 0           | 0          | 4                 | 0                 | 0                 | 0                 | 29       | 2      | 1           | 0          |
| S. Kittel      | 33            | 9             | 5             | 0             | 2         | 0         | 0           | 0          | 5                 | 0                 | 0                 | 0                 | 40       | 9      | 5           | 0          |
| E. Krahn       | 1             | 0             | 0             | 0             | 0         | 0         | 0           | 0          | 0                 | 0                 | 0                 | 0                 | 1        | 0      | 0           | 0          |
| T. Leibold     | 11            | 0             | 5             | 0             | 0         | 0         | 0           | 0          | 2                 | 0                 | 0                 | 0                 | 13       | 0      | 5           | 0          |
| T. Leistner    | 0             | 0             | 0             | 0             | 0         | 0         | 0           | 0          | 0                 | 0                 | 0                 | 0                 | 0        | 0      | 0           | 0          |
| J. Meffert     | 33            | 1             | 7             | 0             | 2         | 0         | 0           | 0          | 4                 | 0                 | 1                 | 0                 | 39       | 1      | 8           | 0          |
| R. Meißner     | 4             | 0             | 1             | 0             | 0         | 0         | 0           | 0          | 0                 | 0                 | 0                 | 0                 | 4        | 0      | 1           | 0          |
| T. Mickel      | 0             | 0             | 0             | 0             | 0         | 0         | 0           | 0          | 0                 | 0                 | 0                 | 0                 | 0        | 0      | 0           | 0          |
| M. Muheim      | 21            | 1             | 5             | 0             | 2         | 0         | 0           | 0          | 4                 | 0                 | 1                 | 0                 | 27       | 1      | 6           | 0          |
| A. Opoku       | 0             | 0             | 0             | 0             | 0         | 0         | 0           | 0          | 0                 | 0                 | 0                 | 0                 | 0        | 0      | 0           | 0          |
| L. Oppermann   | 0             | 0             | 0             | 0             | 0         | 0         | 0           | 0          | 0                 | 0                 | 0                 | 0                 | 0        | 0      | 0           | 0          |
| F. Paschke     | 0             | 0             | 0             | 0             | 0         | 0         | 0           | 0          | 0                 | 0                 | 0                 | 0                 | 0        | 0      | 0           | 0          |
| L. Reis        | 32            | 5             | 5             | 0             | 2         | 1         | 0           | 0          | 5                 | 0                 | 2                 | 0                 | 39       | 6      | 7           | 0          |
| M. Rohr        | 9             | 0             | 1             | 0             | 2         | 0         | 0           | 0          | 1                 | 0                 | 0                 | 0                 | 12       | 0      | 1           | 0          |
| S. Schonlau    | 33            | 4             | 2             | 1             | 2         | 0         | 0           | 0          | 5                 | 0                 | 2                 | 0                 | 40       | 4      | 4           | 1          |
| A. Suhonen     | 18            | 2             | 4             | 0             | 0         | 0         | 0           | 0          | 2                 | 0                 | 0                 | 0                 | 20       | 2      | 4           | 0          |
| J. Vagnoman    | 12            | 2             | 0             | 0             | 2         | 0         | 0           | 0          | 3                 | 0                 | 0                 | 0                 | 17       | 2      | 0           | 0          |
| M. Vušković    | 24            | 1             | 2             | 0             | 2         | 0         | 0           | 0          | 3                 | 0                 | 0                 | 0                 | 29       | 1      | 2           | 0          |
| M. Wintzheimer | 27            | 2             | 3             | 0             | 0         | 0         | 0           | 0          | 4                 | 0                 | 0                 | 0                 | 31       | 2      | 3           | 0          |